# Камінь-Каширський ґебіт
Ка́мінь-Каши́рський ґебі́т (нім. Kreisgebiet Kamen Kaschirsk «Камінь-Каширська округа») — адміністративно-територіальна одиниця генеральної округи Волинь-Поділля Райхскомісаріату Україна з центром у Камені-Каширському, яка існувала протягом німецької окупації Української РСР.

## Історія
Округу (ґебі́т) утворено 1 вересня 1941 опівдні з Камінь-Каширського і Любешівського районів Волинської області та тодішнього Морочненського району Рівненської області.
10 серпня 1943 року змінено німецьке офіційне написання райцентру Любешів із Ljubeschow на Lubieschow.
Станом на 1 вересня 1943 Камінь-Каширський ґебіт поділявся на 3 німецькі райони: район Камінь-Каширський (нім. Rayon Kamen Kaschirsk), район Любешів (нім. Rayon Lubieschow) і район Морочне (нім. Rayon Morotschno).
19 серпня 1943 підрозділ УПА ВО «Турів» на короткий час визволив окружний центр Камінь-Каширський від німецьких загарбників і їхніх польських колаборантів.
У березні-квітні 1944 року внаслідок наступу Червоної Армії німецько-нацистські війська відійшли з території Камінь-Каширського району.